# Steve Bizasène
Steve Bizasène (Pointe-à-Pitre, 24 de abril de 1970) é um futebolista e treinador de futebol guadalupino que atua como meio-campista.

## Carreira
Bizasène jogou a maior parte de sua carreira por AS Beauvais e ES Wasquehal, entre 1991 e 2002. Neste ano, assinou com o US Lesquin, clube onde atuou por 4 temporadas.
Ele ainda chegou a jogar pelo CS Moulien, maior campeão do Campeonato de Guadalupe, antes de aposentar pela primeira vez, em 2008.
Reativou a carreira de jogador em 2015, depois de encerrar sua passagem no comando da Seleção do departamento ultramarino, onde estava desde 2012 e pela qual disputou 8 jogos entre 2006 e 2008, com um gol feito em 2007, contra a Seleção Cubana, em partida válida pela Copa do Caribe.